# 拉奇蒙特 (紐約州)
拉奇蒙特（英語：Larchmont）是位於美國紐約州西徹斯特縣的村。

## 人口
根據2020年美國人口普查的數據，拉奇蒙特的面積為2.84平方千米，皆為陸地。當地共有人口6630人，而人口密度為每平方千米2,335人。